# Seriema-de-perna-vermelha
A seriema (Cariama cristata) é uma ave predadora terrestre da família Cariamidae. A espécie foi classificada anteriormente dentro da ordem Gruiformes, mas dados moleculares sugerem que as seriemas fazem parte de uma ordem distinta, chamada Cariamiformes, que inclui outras três famílias extintas. Também é conhecida como seriema-de-patas-vermelhas, seriema-de-perna-vermelha, sariema, siriema, sariama e çariama.
É amplamente distribuída na América do Sul, ocorrendo no centro e leste do Brasil, passando pelo leste da Bolívia e Paraguai até o Uruguai e centro da Argentina (ao sul até La Pampa), vivendo em pastagens, savanas, cerrados, bosques secos e florestas abertas.

## Etimologia
Seriema vem do tupi antigo sariama (que se aproxima mais do alternativo da espécie no português brasileiro, sariema). Já o nome da família desta ave, cariamidae, é resultado de uma leitura errônea de Lineu. O nome da ave era escrito com cedilha na obra de Marcgrave: çariama, donde a confusão.

## Taxonomia

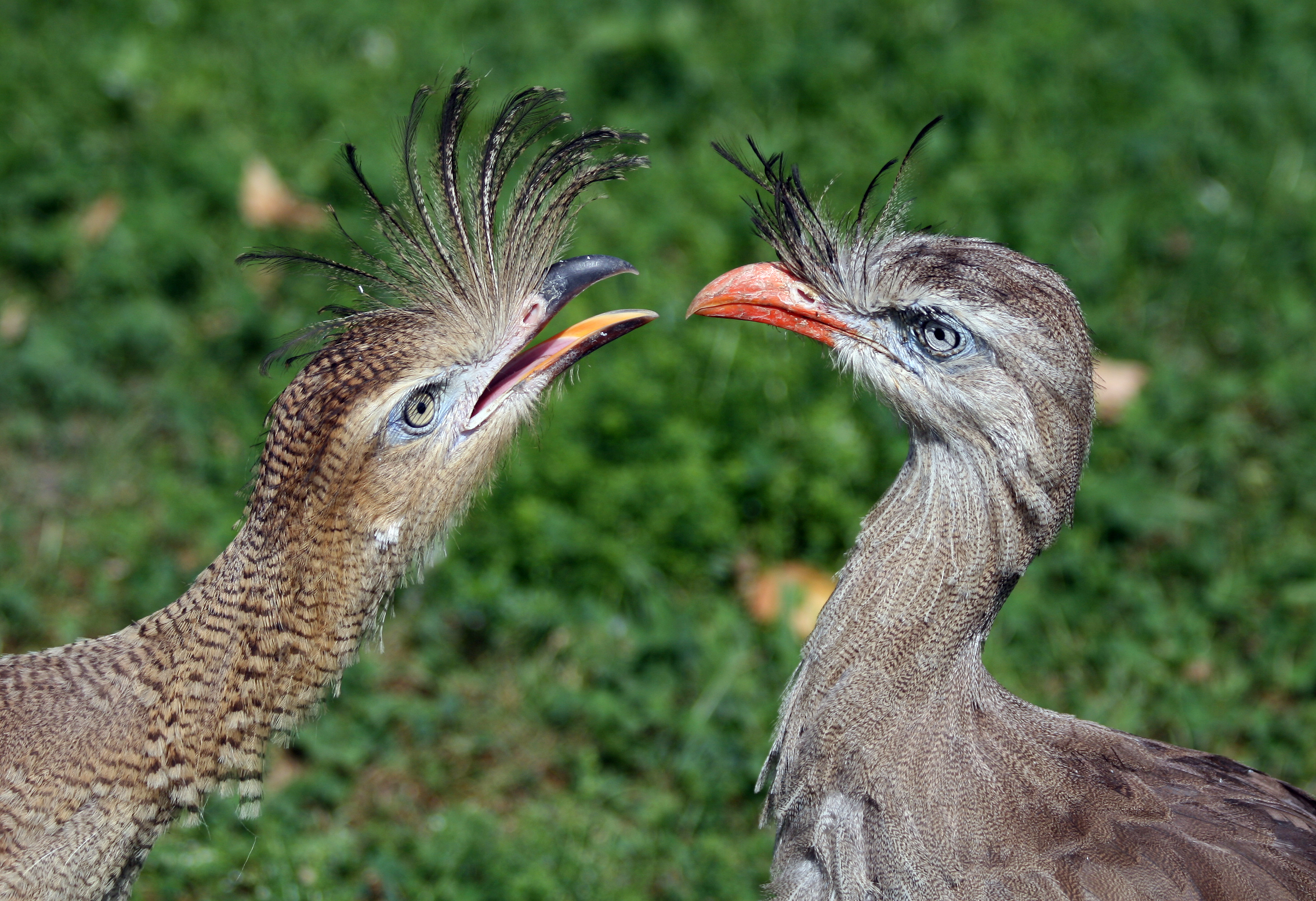
Cariama cristata

A seriema foi descrita em 1766 pelo naturalista sueco Carolus Linnaeus na 12ª edição de seu livro Systema Naturae. Ele cunhou a binome Palamedea cristata. A seriema é hoje a única espécie incluída no gênero Cariama, que foi introduzido pelo zoólogo francês Mathurin Jacques Brisson em 1760. O epíteto específico cristata é a palavra latina para "com crista", "emplumado" ou "tufado". O naturalista alemão George Marcgrave utilizou a palavra latina Cariama para a seriema em seu livro Historia naturalis Brasiliae publicado em 1648.
Anteriormente, a espécie foi incluída na ordem Gruiformes, no entanto, análises moleculares sugerem que as seriemas fazem parte da ordem Cariamiformes, juntamente com três famílias extintas. A ordem faz parte de um clado que inclui os falcões, papagaios e passeriformes, bem como as extintas aves-do-terror (Phorusrhacidae).

## Descrição

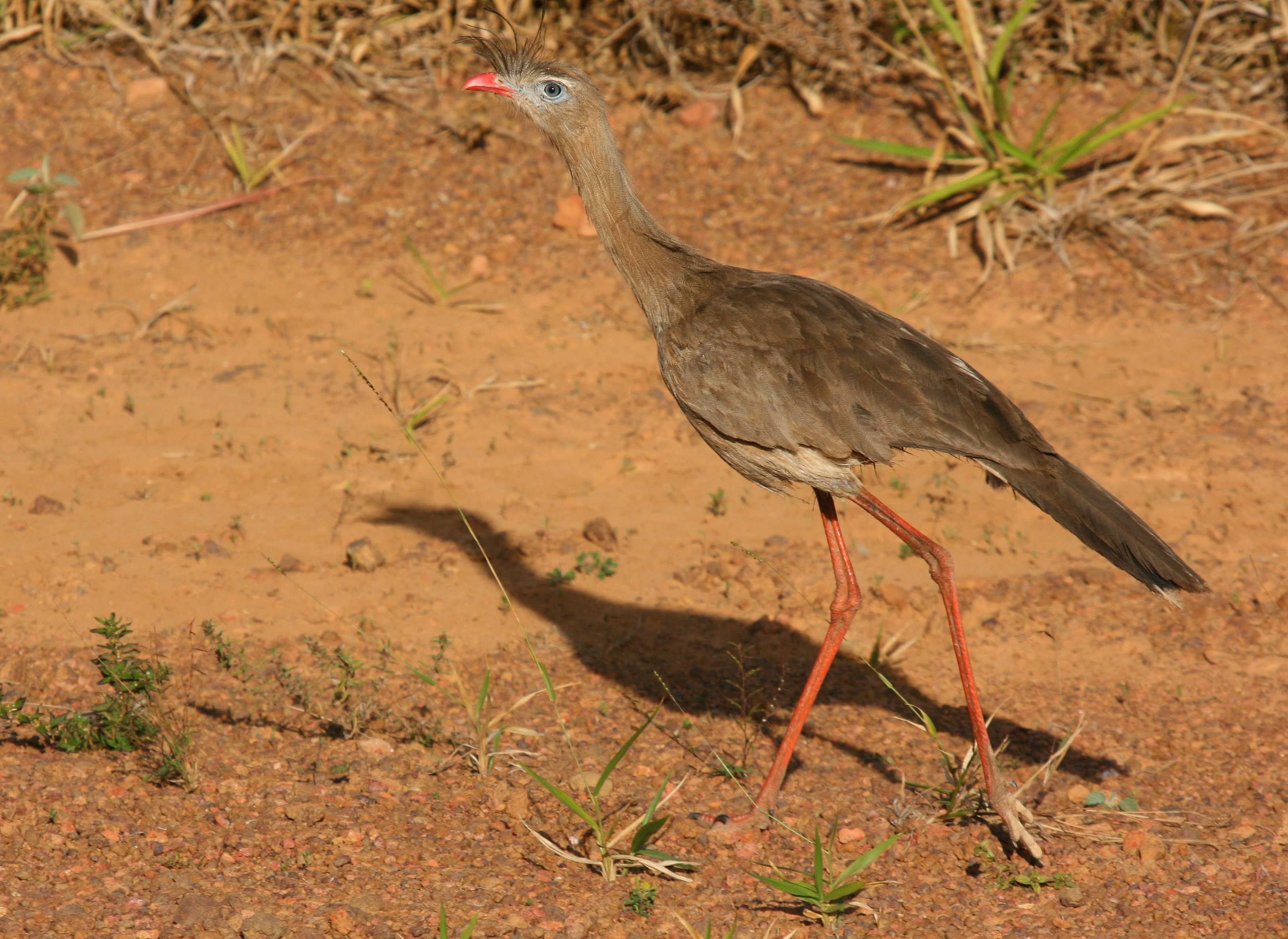
Seriema perto de Goiânia, Goiás

A seriema tem cerca de 75 a 90 cm de comprimento, com um peso médio de 1,5 a 2,2 kg. Seu pescoço, sua cauda e suas pernas são muito longas. Possui plumagem marrom-acinzentada, delicadamente barrada e marcada com um tom marrom-escuro e preto; marrom claro na cabeça, no pescoço e no peito e branca na barriga. A cauda tem uma faixa preta subterminal e uma ponta branca. Seu bico é avermelhado e suas longas pernas são de cor de salmão. Os olhos são amarelos. Da base do bico emergem penas suaves que dão forma a um penacho distinto em forma de leque.
É uma das únicas aves que possuem pestanas, exibindo cílios pretos nas pálpebras superiores. Muitas outras características são compartilhadas com Chunga burmeisteri, que é o único outro membro vivo de sua família. O juvenil de Cariama tem barras marrom-escuras na coroa, pescoço e manto; pernas e bico mais cinza, lembrando o padrão da menor e esguia seriema-de-perna-preta (Chunga burmeisteri) parcialmente simpátrica, mas que carece do penacho característico de C. cristata. Não apresenta dimorfismo sexual.

## Distribuição e habitat

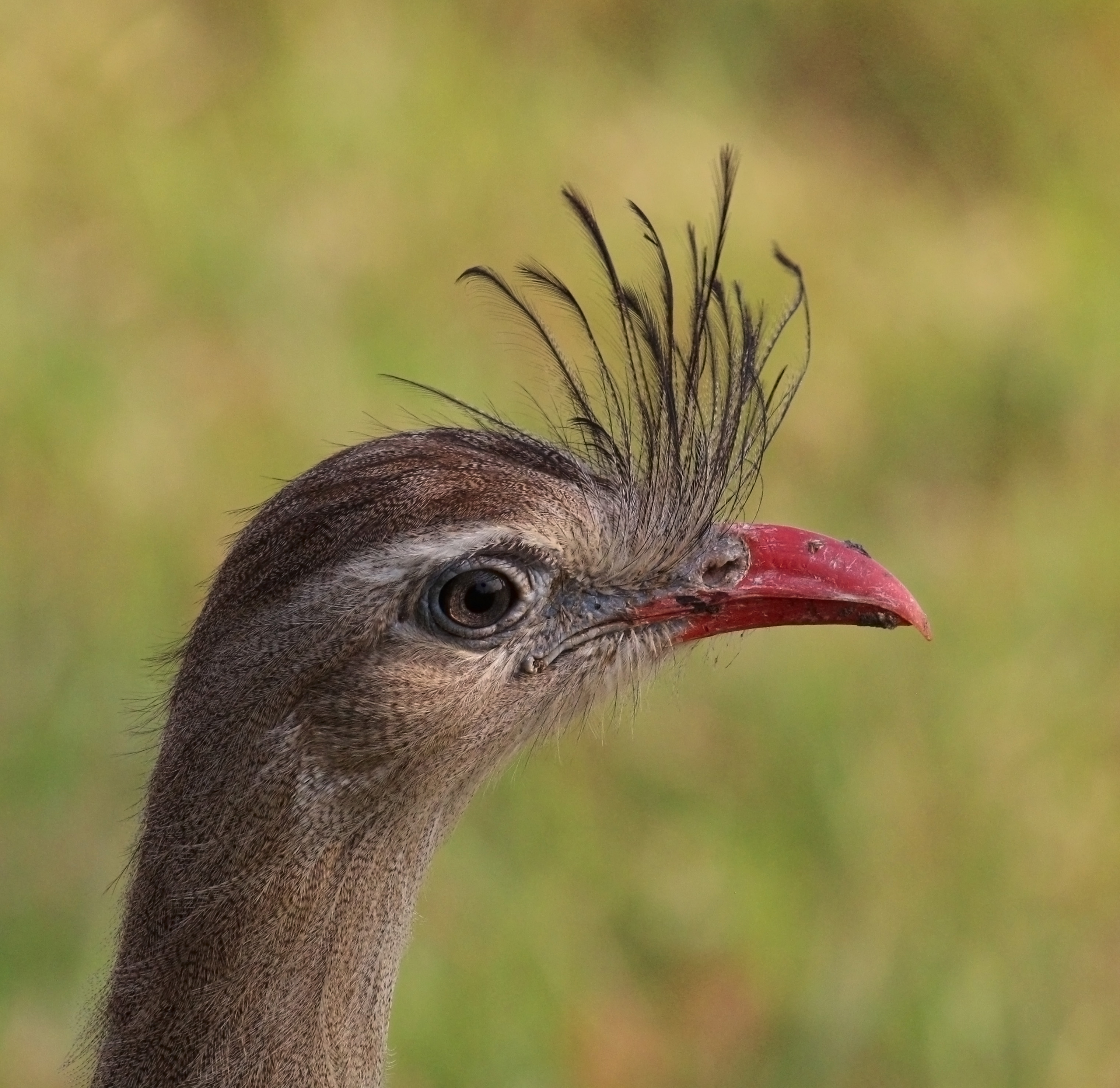
Seriema no Pantanal

No Brasil, a seriema pode ser encontrada na maior parte das regiões central e leste do país, desde Ceará, Paraíba, e sul do Piauí, até o oeste de Mato Grosso (Chapada dos Parecis), sul do Pará (localmente na serra do Cachimbo). É encontrada no Uruguai; Paraguai; nordeste da Argentina, leste dos Andes, sul até San Luis, La Pampa, norte de Santa Fé e Entre Ríos; Bolívia oriental em Santa Cruz (Buena Vista). Pode ser encontrada em elevações de até 2.000 m na Argentina e no sudeste do Brasil.
A seriema é comum em florestas abertas, arbustos espinhosos, savanas, campos sujos e pastagens; pode também ocorrer em pastagens montanhosas com bosques próximos como no Uruguai e no sudeste brasileiro. Seus habitats típicos incluem o Cerrado, a Caatinga e o Chaco. Também é encontrada no Pantanal.
O desmatamento contribui para a expansão de seu alcance na medida em que lhe proporciona novos habitats favoráveis; como no vale do rio Paraíba (Rio de Janeiro) e na Amazônia.

## Comportamento

A garra em formato de foice de uma seriema, usada em brigas

Seriemas são aves cautelosas, territoriais e diurnas. No geral, a seriema é sedentária e não apresenta um padrão migratório distinto, embora haja relatos de migrações relacionadas à temperatura. É tipicamente vista sozinha ou em pares, mas ocasionalmente em grupos de até quatro indivíduos, aparentemente famílias. Raramente voam e passam a maior parte do tempo no solo, exceto quando empoleiram-se em árvores baixas ou arbustos. A seriema pode correr mais rápido que um humano, podendo alcançar velocidades de até 25 km/h antes de tomar voo.
A defesa territorial pode envolver confronto agonístico entre indivíduos, inicialmente caracterizada por duetos de vocalização completa seguidos por corridas curtas e voos em direção a intrusos, alternado com ataques com as garras e bico. Em um conflito entre duas aves, elas pularam um sobre o outro com os pés primeiro, mantendo o equilíbrio batendo as asas.
Esta espécie tipicamente constrói seus ninhos em árvores baixas ou arbustos, de forma que os adultos possam alcançar o ninho do chão por pulos curtos ou batendo as asas rapidamente e levemente ao invés de voar.

## Vocalização
A vocalização completa é feita especialmente ao amanhecer e, em menor grau, ao anoitecer. Também pode ocorrer irregularmente em outras horas do dia. O canto é descrito como "um cruzamento entre o latido "serrilhado" de um cão jovem e o cacarejar de perus". Na parte mais alta da música, a ave dobra o pescoço, de modo que a cabeça toca as costas. Ambos os membros de um par e também filhotes de até duas semanas cantam; frequentemente, um membro da família começa uma música assim que outro termina, ou dois cantam simultaneamente. Seu canto pode ser ouvido a mais de um quilômetro de distância. No Parque Nacional das Emas, em 1981-1982, os observadores ouviam frequentemente grupos de quatro seriemas ou mais cantando ao mesmo tempo.
A canção completa consiste em três seções:
1. Notas únicas repetidas em duração e altura constante (1.200 a 1.300 Hz), mas aumentando o tempo
2. Subfrases repetidas de duas ou três notas de afinação ligeiramente mais alta com andamento crescente
3. Subfrases de até 10 notas, as mais curtas aumentando em tom e as mais longas caindo, combinações de duas subfrases aumentando em número de notas e andamento e, em seguida, diminuindo em andamento.

Há outras vocalizações. Por exemplo, quando está irritada, deixa ouvir um rosnar. Durante o galanteio, e, às vezes, quando descansa, emite um rangido.

## Alimentação e dieta
A seriema é onívora, alimentando-se principalmente de artrópodes (como gafanhotos, besouros, formigas e aranhas), larvas de inseto, lagartos, anfíbios, serpentes, roedores e outros pequenos vertebrados; ocasionalmente matéria vegetal, como milho, frutas silvestres e goma. Também pode comer ovos ou filhotes de outras aves.
Normalmente se alimenta sozinha ou em pares, sazonalmente em pequenos grupos familiares; forrageia caminhando firmemente, procurando comida no solo ou na vegetação rasteira. Agarra pequenos vertebrados com o bico e os golpeia contra o solo antes de desmembrá-los com o bico e as garras.

## Reprodução
Seriemas são monogâmicas. Na natureza, a estação reprodutiva está correlacionada com os meses chuvosos de fevereiro a julho no nordeste do Brasil, setembro a janeiro no centro do Brasil e novembro a dezembro na Argentina. Durante a época de reprodução, o macho, mais intimidante ou forçando-se sobre a fêmea, abre suas asas lateralmente, movendo-as para frente e exibindo o arranjo contrastante das penas de voo, padrão semelhante ao de certas aves de rapina, como a ave secretário (Sagittarius serpentarius) da savana africana.
Comumente, põe 2 a 3 ovos brancos, ligeiramente manchados. O casal reveza-se no choco, que dura 26-29 dias. O filhote é coberto por longa penugem filiforme parda pálida com manchas pardas e tem o bico pardo-escuro, pés cinzento-escuros. Com cerca de 12 dias de idade, os filhotes podem até mesmo deixar o ninho. Já nesta época, o filhote é capaz de emitir um chamado semelhante ao canto dos adultos, embora seja muito fraco, para chamar sobre si a atenção dos pais. A plumagem adulta é adquirida em 4-5 meses.

## Estado de conservação
Não ameaçada, embora incomum no extremo sul do Brasil; rara e possivelmente desaparecendo no Uruguai. Uma população no nordeste da Argentina aparenta estar pressionada pela caça e destruição do habitat. Começou a colonizar áreas desmatadas e gramíneas da Amazônia brasileira. É classificada como uma espécie "pouco preocupante" na Lista Vermelha da IUCN.